# Rubió (Barcelona)
Rubió ist eine Gemeinde in der katalanischen Comarca Anoia in der Provinz Barcelona. Sie hat 237 Einwohner (Stand: 2024) und befindet sich im West der Comarca an der Grenze zu Bages auf einer Seehöhe von 636 Metern. Der für die Comarca namengebende Fluss Anoia entspringt im Gemeindegebiet. Eine Gemeindestraße verbindet das Dorf mit der Schnellstraße N-II von Barcelona nach Lleida.

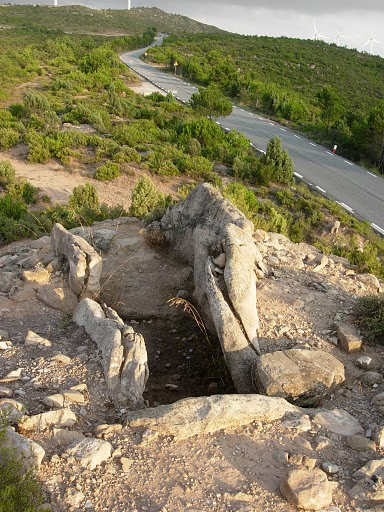
Sepulcre Megalític de les Maioles

Der Dolmen Sepulcre Megalític de les Maioles liegt nordöstlich von Rubió.
Die Gemeinde ist der Geburtsort des Schriftstellers Josep Ferrer Bujons.